# Lennart Hellsing
Paul Lennart Hellsing, född 5 juni 1919 i Västanfors, Västmanland, död 25 november 2015 i Stockholm, var en svensk författare och översättare.

## Biografi
Lennart Hellsing var son till köpmannen Paul Hellsing (1886–1962) och Sigrid Rohloff, omgift Lange (1898–1967). Föräldrarna skildes när han var barn. Från fem års ålder växte han upp hos morföräldrarna, direktören Carl-Otto Rohloff och Edith Louise, ogift Baker. Hans mormors mor var från Västindien.
Han arbetade efter tekniskt gymnasium som ingenjör, bokhandelsmedhjälpare och journalist samt låg inkallad under andra världskriget i Tornedalen. Han var litteraturkritiker i Stockholms-Tidningen och barnboksskribent i Aftonbladet.
Lennart Hellsing var gift med den finländska operasångerskan Maaria Eira 1947–1952 och med skådespelerskan Yvonne Lombard från 1953 fram till sin död. Lennart Hellsing var bosatt i Stockholm och fick i äktenskapet med Lombard fem barn, bland andra författaren Susanna Hellsing, konstnären Petter Hellsing och författaren Jöns Hellsing.

## Författarskapet
Under åren 1943-1944 hade Hellsing fått barnverser tryckta i tidskriften Vi och han debuterade år 1945 med diktsamlingen Akvarium och utkom samma år med barnboken Katten blåser i silverhorn. Hellsings författarskap karaktäriserades ända från början av språklig experimentlusta, där han lekte med ord och tänjde på språket. Ett bra exempel är Sjörövarbok (1965), där Hellsing använder praktiskt taget alla rörelseverb som finns i svenska språket. I den sista boken, Skor (2014), är det adjektiven som står i fokus.
Med boken Krakel Spektakel och Kusin Vitamin (1952) inledde Lennart Hellsing ett samarbete med tecknaren Poul Ströyer. Krakel Spektakel förekommer sedan i ett antal av Hellsings böcker och 1959 kom Krakel Spektakelboken, som innehåller både sagor, berättelser och verser. Bananbok är en hel bok med verser om bananer som lever i bananernas land. Den är illustrerad av Tommy Östmar och senare har verserna tonsatts av Georg Riedel. En annan som tonsatt verser av Hellsing är kompositören och pianisten Knut Brodin. Brodin tonsatte bland annat visorna "Här dansar herr Gurka", "Krakel spektakel" och "Det var så roligt jag måste skratta". Kungliga Operan i Stockholm engagerade Lennart Hellsing som librettist till Mästerkatten i stövlar 1997.
Lennart Hellsing var också en flitig översättare, bland annat av engelska barnkammarrim. Utöver av Ströyer och Östmar har Hellsings böcker även illustrerats av bland annat Stig Lindberg, Fibben Hald och Ulrica Hydman Vallien. 
Hellsing erhöll Gulliverpriset 1971 och har tidigare suttit i Svenska barnboksakademin. 1989 utnämndes han till filosofie hedersdoktor vid Stockholms universitet. Hellsing var också finalist för sitt livsverk som barnboksförfattare till H.C. Andersen-medaljen både 2010 och 2012.

### Vuxenlyrik och prosa
- 1945 – Akvarium
- 1946 – Kalejdoskop
- 1949 – Absaloms död (Illustratör Knut V Pettersson)
- 1949 – Vykort från verkligheten
- 1952 – På avvägar (Illustratör Gunnar Brusewitz)
- 1953 – Fatimas hand (Illustratör Ulv Kylberg)
- 1957 – Sandstoder (Illustratör Börje Sandelin)
- 1964 – Strandbok (Illustratör Fritz Sjöström) Ny utgåva 2006.
- 1998 – Vinter-Haga (Illustratör Fibben Hald) Med Peter Dahl.
- 1999 – Verserade tankar (Illustratör Fibben Hald) Dagsverser.
- 2001 – Den Lyckliga Osten (Illustratör Riber Hansson)
- 2003 – Pendlarens väg (Illustratör Riber Hansson)
- 2014 – Skor

### Bilderböcker

Teckning av Poul Ströyer ur Sjörövarbok

- 1945 – Katten blåser i silverhorn (Illustratör Bo Notini)
- 1947 – Ole dole doff Tillsammans med Jens Sigsgaard. (Illustratör Arne Ungerman)
- 1947 – Nyfiken i en strut (Illustratör Stig Lindberg) Ny upplaga 1949.
- 1948 – Musikbussen (Illustratör Stig Lindberg) Ny upplaga 1990.
- 1950 – Summa summarum (Illustratör Poul Ströyer) Nya upplagor 1956, 1966, 1977 och 2009.
- 1951 – Två glada prickar (Illustratör Thoki Yenn pseudonym för Thorkild Söndergaard-Jensen)
- 1952 – Krakel Spektakel och Kusin Vitamin
- 1953 – Den krångliga kråkan (Illustratör Poul Ströyer) Nya upplagor 1966, 1977 och 2008.
- 1954 – Den flygande trumman (Illustratör Poul Ströyer) Ny upplaga 1992.
- 1955 – Krakel Spektakel blir upptäcktsresande  (Illustratör Stig Lindberg) Ursprungligen ett sagohäfte som medföljde en barnservis från Gustavsberg. Häftet trycktes om 1958 och 1961, för att först 2008 blir tillgängligt i bokform.
- 1956 – Kanaljen i seraljen (Illustratörer Olle Eksell, Sven Erixson, Uno Vallman m.fl.) Ny utgåva 1989.
- 1956 – Krakel Spektakel köper en klubba (Illustratör Stig Lindberg) Senaste utgåvan 1984.
- 1958 – Sju fikon eller Sand i sandalerna (Illustratör Björn Hinders)
- 1959 – Det är så roligt i Kråkelund (Illustratör Edward Lindahl) Ny upplaga 1965.
- 1960 – Krakel Spektakel gör det själv (Illustratör Poul Ströyer)  Häfte utgivet till Barnens dag. Ny utgåva 2007.
- 1961 – ABC (Illustratör Poul Ströyer) Ett flertal senare upplagor.
- 1965 – Sjörövarbok (Illustratör Poul Ströyer)
- 1966 – Boken om bagar Bengtsson (Illustratör Poul Ströyer)
- 1967 – Drömbok (Illustratör Kerstin Hedeby)
- 1971 – Boken om Kasper (Illustratör Poul Ströyer)
- 1974 – Gamla mor Lundgren och hennes hund (Illustratör Ib Spang Olsen)
- 1975 – Bananbok (Illustratör Tommy Östmar)
- 1975 – Den underbara pumpan (Illustratör Svend Otto S)
- 1978 – Ägget (Illustratör Fibben Hald)
- 1979 – Fem prinsar (Illustratör Ib Spang Olsen) Ny utgåva 1980 med smärre justeringar.
- 1981 – Gås med krås (Illustratör Poul Ströyer)
- 1984 – Lille Olles resa (Illustratör Gösta Adrian-Nilsson)
- 1984 – Vitt (Illustratör Fibben Hald)
- 1986 – Kung Kul (Illustratör Frantisek Sima)
- 1986 – Bokbok eller En boktoks tokbok (Illustratör Marianne Enquist)
- 1987 – Äppelgumma (Illustratör Marika Delin) Ur samlingen Gåsmor.
- 1988 – Tom tom trumpetarson (Illustratör Fibben Hald)
- 1988 – Oberons gästabud (Illustratör Tommy Östmar)
- 1989 – Djurbok (Illustratör Fibben Hald)
- 1989 – Tuppen på toppen (Illustratör Tord Nygren)
- 1990 – Hickori Dickori Docka (Illustratör Charlotte Ramel)
- 1991 – Jöns Långnos (Illustratör Stasys Eidrigevicius)
- 1991 – Att handla är nödvändigt (Illustratör Fibben Hald)
- 1993 – Kattbok. (Illustratör Ulrica Hydman-Vallien)
- 1993 – De tre krukorna. (Illustratör Peter Johnson)
- 1994 – Spöket i köket. (Illustratör Gunna Grähs)
- 1995 – Sand i sandalerna (Illustratör Tord Nygren) Nyillustrerad utgåva, med vissa förändringar i urvalet.
- 1998 – Matbok (Illustratör Andrzej Ploski)
- 2001 – Den lyckliga osten (Illustratör Riber Hansson)
- 2002 – Tre droppar regn (Illustratör Charlotte Ramel) Berättelsen hämtar ur Krakel Spektakel.
- 2002 – Trollringen (Illustratör Tord Nygren)
- 2002 – Hur människan är (Illustratör André Prah)
- 2003 – Nu är det djur igen (Illustratör Fibben Hald)
- 2006 – Krakel Spektakels julafton (Illustratör Poul Ströyer)
- 2006 – Baltsars byxor (Illustratör Fibben Hald)
- 2006 – DEN eller dinosaurierna lever (Illustratör Gunna Grähs)
- 2008 – Welams vädermödor (Illustratör Lars Munck)
- 2009 – Lillebror och natten (Illustratör Ane Gustavsson)
- 2014 – Annabell Olsson
- 2014 – Ticke tack!

### Kapitelböcker
- 1952 – Krakel Spektakel (Illustratör Stig Lindberg)
- 1959 – Daniel Doppsko (Illustratör Stig Lindberg)

### Serier
- 1961 – Det glada varuhuset (Illustratör Olle Eksell) Bygger på sagan "Själv är bästa dräng" ur Krakel Spektakel.
- 1961 – Glassmånen (Illustratör Olle Eksell) Bygger på berättelsen "Krakel spektakel på Glassmånen".

### Pixi-böcker
- 1973 – Ro ro till fiskeskär (Illustratör Christina Ringsberg)
- 1973 – Tummetott, slickepott (Illustratör Ann-Madeleine Gelotte)
- 1973 – Pojken som inte ville gå i skolan (Illustratör Peter Csihas)
- 1973 – Gubben Gran for till stan (Illustratör Fibben Hald)
- 1973 – Ett, två, tre, fyra (Illustratör Fibben Hald)
- 1973 – Bonden och kråkan (Illustratör Peter Csihas)
- 1976 – Bro, bro, breja (Illustratör Kerstin Stjernholm Raeder)
- 1976 – Majastina-Britta (Illustratör Peter Csihas)
- 1976 – Sju hekto skinka (Illustratör Fibben Hald)
- 1976 – Spinn, spinn, dotter min (Illustratör Kaj Beckman)
- 1976 – Vart ska du gå lilla fänta (Illustratör Kaj Beckman)

### Samlingsvolymer
- 1959 – Krakel Spektakelboken (Illustratör Poul Ströyer) Ny utgåva 1984.
- 1963 – Katten blåste i silverhorn (Illustratör Fibben Hald) Material från Våra visor 1-3, De bästa barnvisorna och I Barnviseland.
- 1974 – Fabel från fabel (Illustratör Fibben Hald) Samlade orientaliska verser.
- 1977 – Här dansar herr Gurka (Illustratör Poul Ströyer) Material huvudsakligen från Nyfiken i en strut och Katten blåste i silverhorn. I den nya upplagan 2003 har några ytterligare verser tillkommit.
- 1983 – Äppel päppel (Illustratörer Kaj Beckman och Per Beckman) Urval ur pixi-böckerna.
- 1989 – Det var så roligt... (Illustratör Göran Swedrup) Vissamling.
- 1999 – Lapprika Papprika (Illustratörer Eva Eriksson, Fibben Hald, Tord Nygren, Charlotte Ramel, Poul Ströyer och Stina Wirsén) Urval ur Hellsings 55-åriga produktion med några nya illustrationer.
- 2005 – Månens poet (Illustratör Tord Nygren) En samling texter med månen som tema.
- 2009 – Visor och ramsor i Hellsingland (Illustratörer Poul Ströyer, Pija Lindenbaum, Sven Nordqvist m.fl.)

### Översättningar i urval
- Inger Hagerup: Så underligt: barnvers (illustrerad av Paul René Gauguin) (Norstedts, 1952)
- Phil Ressner: Alfred Peterson (Dudley Pippin) (Carlsen/If, 1965)
- Frank R. Stockton: Draken och prästen (The griffin and the minor canon) (Carlsen/If, 1969)
- Miriam Schlein: Den stora osten (The big cheese) (Illustrationsförl./Carlsen, 1969)
- Anthony Paul: När tigern tappade ränderna (The tiger who lost his stripes) (Rabén & Sjögren, 1980)
- H. C. Andersen: Kvinnan med äggen (Konen med æggene) (Barnboksförlaget, 1984)
- Wilhelm Busch: Max och Moritz : en historia i sju pojkstreck (Max und Moritz) (Rabén & Sjögren, 1988)
- Kes Gray: Kluck-eli-klock (Cluck o'clock) (Sjöstrand, 2004)
- Gåsmors verser och sagor (Illustratör Xel Scheffler) (även översättningar av Lotta Olsson) (Rabén & Sjögren, 2006)
- Kitty Crowther: Den lille mannen och Gud (Le petit homme et Dieu) (Rabén & Sjögren, 2011)
- Karina Wolf: Familjen Sömnlösing (The Insomniacs) (Bonnier Carlsen, 2013)

### Tonsatta verser
- 1946 – Kattens visor, 10 verser ur Katten blåser i silverhorn med noter.
- 1991 – Krakel Spektakels visbok (Illustratör Poul Ströyer)
- 1992 – Visor ur Silverhornet. (Illustratör Fibben Hald)
- 1993 – Bananvisor. (Illustratör Tommy Östmar) Tonsatt och utbyggd version av Bananbok.
- 1999 – Sången om Bagar Bengtsson (Omslag Ulf Lundkvist) Tonsättning av berättelsen Boken om Bagar Bengtsson. Med stämmor för barnkör.
- 1996 – Kattvisor
- 1997 – Tusen-och-en-natt-visor. Innehåller 26 tonsatta orientaliska verser.
- 2001 – Boksångbok. Med Georg Riedel.
- 2008 – Kärlek på krita & 10 andra visor (Illustratör Ulf Lundkvist) Visor för vuxna.

### För skola
- 1951 – Sagoboken som är en teater (Illustratör Erik Persson) Aktivitetsbok med pjäser och tablåteater.
- 1953 – Våra visor 1 (Illustratör Åke Lewerth) Visbok för första årskursen tillsammans med Knut Brodin och Yngve Härén.
- 1958 – Våra visor 2 (Illustratör Åke Lewerth) Visbok för andra årskursen tillsammans med Knut Brodin och Yngve Härén.
- 1959 – Multi (Illustratör Gerd Rissler) Matematikbok om multiplikationstabellen.
- 1960 – Våra visor 3 (Illustratör Åke Lewerth) Visbok för tredje årskursen tillsammans med Knut Brodin och Yngve Härén.
- 1974 – Numusik 1M. Skolsångbok skriven tillsammans med Yngve Härén och Thord Gummesson.
- 1977 – Numusik 2M. Skolsångbok skriven tillsammans med Yngve Härén och Thord Gummesson.
- 1977 – Numusik 3M. Skolsångbok skriven tillsammans med Yngve Härén och Thord Gummesson.
- 1985 – Krakel Spektakel, Kusin Vitamin (Illustratör Ann Granhammer) Teatermanus för förskola.
- 1986 – Amiralen Ankarlund (Illustratör Tor Morisse) Utgavs tillsammans med en ljudkassett där dikterna tonsatts av Göran Swedrup.
- 2005 – Skolbok (Illustratör Jesper Waldersten). Bredvidläsning för skolans sista stadier.

### Antologier
- 1944 – Ny lyrik. Antologi med åtta diktare. Hellsing bidrog med nio dikter.
- 1957 – De bästa barnvisorna (Illustratör Staffan Brodin) Vissamling med 100 av Knut Brodins visor, varav 45 har text av Lennart Hellsing.
- 1960 – I barnviseland (Illustratör Staffan Brodin) Vissamling med ytterligare 100 av Knut Brodins visor, varav15 har text av Lennart Hellsing.
- 1982 – Jag lär mig läsa. En serie läseböcker med titlarna Första läseboken etc. Bidrag även av Astrid Lindgren, Barbro Lindgren, Gunnel Linde, Hans Peterson och Rose Lagercrantz.

### Musikinspelningar och film
- 1955 – Krakel Spektakel Skivan (cd)
- 1983 – Ända in i Hellsing-land : Lennart Hellsings bästa barnvisor
- 1992 – Äppelkväll (cd)
- 1995 – Sjörövarfilmen & Musikbussen (film)
- 1996 – Bästa Hellsingar (cd)
- 1998 – Krakel Spektakel (cd)
- 2003 – Trollringen (cd)